# 長谷川晋一
長谷川 晋一（はせがわ しんいち、1954年 - ）は、東京創元社の元編集者。元代表取締役社長。

## 経歴
東京都生まれ。明治大学卒業。
1977年、東京創元社に入社し編集部へ配属となる。以後20数年にわたり翻訳書担当を務め、さらに製作・広告宣伝・装幀関係の仕事を兼務ののち、1997年に取締役出版部長に就任する。2001年から2019年までは、代表取締役社長を務めた。
創元ノヴェルズで「モダンホラー」を企画担当していたことでも知られる。また、明治大学漫画研究会出身で、「長谷川並一」名義で漫画も描き、同名義で創元推理文庫のカバーの装丁も担当した。

## 著書
- イラストレイテッド ファンタジー・ブック・ガイド （監修 長谷川並一 ファミコン必勝法編集部・編　JICC出版局 1989年 ISBN 4880637343）